# Gran Premio de Australia de Motociclismo de 2003
El Gran Premio de Australia de Motociclismo de 2003 (oficialmente Skyy Vodka Australian Motorcycle Grand Prix) fue la decimoquinta prueba del Campeonato del Mundo de Motociclismo de 2003. Tuvo lugar en el fin de semana del 17 al 19 de octubre de 2003 en el Circuito de Phillip Island, que está ubicado en la isla de Phillip Island,  estado de Victoria, Australia.
La carrera de MotoGP fue ganada por Valentino Rossi, seguido de Loris Capirossi y Nicky Hayden. Roberto Rolfo ganó la prueba de 250 cc, por delante de Anthony West y Fonsi Nieto. La carrera de 125 cc fue ganada por Andrea Ballerini, Masao Azuma fue segundo y Steve Jenkner tercero.

## Resultados

### Resultados MotoGP
| 1       | Valentino Rossi   | Honda      | 41:53.543 | 1  | 25 |
| 2       | Loris Capirossi   | Ducati     | +5.212    | 2  | 20 |
| 3       | Nicky Hayden      | Honda      | +12.039   | 5  | 16 |
| 4       | Sete Gibernau     | Honda      | +12.070   | 3  | 13 |
| 5       | Tohru Ukawa       | Honda      | +12.294   | 8  | 11 |
| 6       | Olivier Jacque    | Yamaha     | +28.017   | 15 | 10 |
| 7       | Shinya Nakano     | Yamaha     | +28.044   | 11 | 9  |
| 8       | Carlos Checa      | Yamaha     | +40.112   | 9  | 8  |
| 9       | Kenny Roberts Jr  | Suzuki     | +41.410   | 14 | 7  |
| 10      | Makoto Tamada     | Honda      | +49.902   | 17 | 6  |
| 11      | Jeremy McWilliams | Proton KR  | +51.260   | 10 | 5  |
| 12      | John Hopkins      | Suzuki     | +54.101   | 13 | 4  |
| 13      | Garry McCoy       | Kawasaki   | +54.779   | 12 | 3  |
| 14      | Noriyuki Haga     | Aprilia    | +1:01.520 | 19 | 2  |
| 15      | Andrew Pitt       | Kawasaki   | +1:06.080 | 21 | 1  |
| 16      | Colin Edwards     | Aprilia    | +1:06.630 | 18 |    |
| 17      | Max Biaggi        | Honda      | +1:14.003 | 6  |    |
| 18      | Ryuichi Kiyonari  | Honda      | +1 vuelta | 22 |    |
| 19      | Chris Burns       | Harris WCM | +1 vuelta | 24 |    |
| Ret     | Nobuatsu Aoki     | Proton KR  | Retirado  | 20 |    |
| Ret     | Marco Melandri    | Yamaha     | Retirado  | 7  |    |
| Ret     | Alex Barros       | Yamaha     | Retirado  | 16 |    |
| Ret     | Troy Bayliss      | Ducati     | Retirado  | 4  |    |
| Ret     | José David de Gea | Harris WCM | Retirado  | 23 |    |
| Fuente: |                   |            |           |    |    |

### Resultados 250cc
| 1       | Roberto Rolfo    | Honda   | 45:14.993 | 8  | 25 |
| 2       | Anthony West     | Aprilia | +14.040   | 11 | 20 |
| 3       | Fonsi Nieto      | Aprilia | +33.511   | 5  | 16 |
| 4       | Franco Battaini  | Aprilia | +54.252   | 3  | 13 |
| 5       | Alex Debón       | Honda   | +1:06.895 | 13 | 11 |
| 6       | Naoki Matsudo    | Yamaha  | +1:06.943 | 9  | 10 |
| 7       | Erwan Nigon      | Aprilia | +1:13.421 | 12 | 9  |
| 8       | Jaroslav Huleš   | Yamaha  | +1:22.119 | 10 | 8  |
| 9       | Manuel Poggiali  | Aprilia | +1:22.163 | 7  | 7  |
| 10      | Johann Stigefelt | Aprilia | +1:25.303 | 22 | 6  |
| 11      | Toni Elías       | Aprilia | +1:41.591 | 1  | 5  |
| 12      | Lukáš Pešek      | Yamaha  | +2:49.682 | 18 | 4  |
| 13      | Dirk Heidolf     | Aprilia | +1 vuelta | 17 | 3  |
| 14      | Hugo Marchand    | Aprilia | +1 vuelta | 19 | 2  |
| 15      | Chaz Davies      | Aprilia | +1 vuelta | 15 | 1  |
| 16      | Héctor Faubel    | Aprilia | +1 vuelta | 16 |    |
| 17      | Henk vd Lagemaat | Honda   | +2 vuelta | 25 |    |
| 18      | Joan Olivé       | Aprilia | +3 vuelta | 20 |    |
| Ret     | Randy de Puniet  | Aprilia | Retirado  | 4  |    |
| Ret     | Christian Gemmel | Honda   | Retirado  | 23 |    |
| Ret     | Eric Bataille    | Honda   | Retirado  | 14 |    |
| Ret     | Sebastián Porto  | Honda   | Retirado  | 2  |    |
| Ret     | Katja Poensgen   | Honda   | Retirado  | 24 |    |
| Ret     | Geoff Hardcastle | Yamaha  | Retirado  | 26 |    |
| Ret     | Alex Baldolini   | Aprilia | Retirado  | 21 |    |
| Ret     | Sylvain Guintoli | Aprilia | Retirado  | 6  |    |
| Fuente: |                  |         |           |    |    |

### Resultados 125cc
| 1       | Andrea Ballerini  | Honda    | 43:41.886 | 23 | 25 |
| 2       | Masao Azuma       | Honda    | +8.849    | 17 | 20 |
| 3       | Steve Jenkner     | Aprilia  | +14.187   | 9  | 16 |
| 4       | Álvaro Bautista   | Aprilia  | +14.752   | 16 | 13 |
| 5       | Arnaud Vincent    | Aprilia  | +16.387   | 22 | 11 |
| 6       | Héctor Barberá    | Aprilia  | +22.852   | 6  | 10 |
| 7       | Alex de Angelis   | Aprilia  | +23.167   | 2  | 9  |
| 8       | Jorge Lorenzo     | Derbi    | +39.210   | 5  | 8  |
| 9       | Gábor Talmácsi    | Aprilia  | +45.888   | 14 | 7  |
| 10      | Robbin Harms      | Aprilia  | +48.500   | 15 | 6  |
| 11      | Youichi Ui        | Gilera   | +1:07.473 | 20 | 5  |
| 12      | Julián Simón      | Malaguti | +1:08.499 | 28 | 4  |
| 13      | Fabrizio Lai      | Malaguti | +1:25.817 | 18 | 3  |
| 14      | Emilio Alzamora   | Derbi    | +1:46.395 | 27 | 2  |
| 15      | Stefano Bianco    | Gilera   | +1:50.845 | 25 | 1  |
| 16      | Thomas Lüthi      | Honda    | +1 vuelta | 12 |    |
| 17      | Michele Danese    | Honda    | +1 vuelta | 31 |    |
| Ret     | Imre Tóth         | Honda    | Retirado  | 29 |    |
| Ret     | Matthew Kuhne     | Honda    | Retirado  | 34 |    |
| Ret     | Mirko Giansanti   | Aprilia  | Retirado  | 7  |    |
| Ret     | Gino Borsoi       | Aprilia  | Retirado  | 24 |    |
| Ret     | Stefano Perugini  | Aprilia  | Retirado  | 1  |    |
| Ret     | Pablo Nieto       | Aprilia  | Retirado  | 13 |    |
| Ret     | Lucio Cecchinello | Aprilia  | Retirado  | 10 |    |
| Ret     | Roberto Locatelli | KTM      | Retirado  | 19 |    |
| Ret     | Mika Kallio       | KTM      | Retirado  | 3  |    |
| Ret     | Max Sabbatani     | Aprilia  | Retirado  | 26 |    |
| Ret     | Marco Simoncelli  | Aprilia  | Retirado  | 11 |    |
| Ret     | Andrea Dovizioso  | Honda    | Retirado  | 8  |    |
| Ret     | Joshua Waters     | Honda    | Retirado  | 30 |    |
| Ret     | Casey Stoner      | Aprilia  | Retirado  | 4  |    |
| Ret     | Mike Di Meglio    | Honda    | Retirado  | 21 |    |
| Ret     | Gioele Pellino    | Aprilia  | Retirado  | 32 |    |
| Fuente: |                   |          |           |    |    |